# 中江良夫
中江 良夫（なかえ よしお、1910年5月3日 - 	1986年1月8日）は、日本の劇作家、脚本家である。

## 人物・来歴
1910年（明治43年）5月3日、北海道に中江吉雄として生まれる。弟に喜劇人の佐山俊二がいる。登別市の旧制・尋常小学校を卒業し、札幌郵便局（現在の札幌中央郵便局）に就職したが、その後上京した。
さまざまな職業を経て、1940年（昭和15年）東京・新宿のムーランルージュ新宿座文芸部に入る。おなじころにNHKでラジオドラマを手がけ、中江の『かし家』が1942年（昭和17年）に発行された『放送劇名作選』（日本放送協会編、日本放送出版協会）に収録された。
1945年（昭和20年）の第二次世界大戦後、ムーランルージュで社会風俗劇『生活の河』、『にしん場』などを発表した。
新国劇の戯曲『どぶろくの辰』、ラジオドラマの台本『チャッカリ夫人とウッカリ夫人』等を手がけた。いずれも映画化されている。
他に「下北の弥太郎」「ふりむけば夕陽」「清水次郎長」など。
1986年（昭和61年）1月8日、死去した。満75歳没。墓所は八王子市の上川霊園。

## フィルモグラフィ
特筆されたもの以外は、すべて演劇の戯曲が原作となったもの。
- 『どぶろくの辰』、大映東京撮影所、1949年6月27日 - 原作・脚本
- 『恋人のいる街』、東京映画、1953年2月19日 - 脚本
- 『紅椿』、大映東京撮影所、1953年11月11日 - 脚本
- 『ウッカリ夫人とチャッカリ夫人 やりくり算段の巻』、東京映画、1954年3月10日
- 『その後のウッカリ夫人とチャッカリ夫人』、東京映画、1954年8月15日
- 『お景ちゃんのチャッカリ夫人』、松竹大船撮影所、1954年10月6日
- 『ウッカリ夫人とチャッカリ夫人 夫婦御円満の巻』、東京映画、1956年1月8日
- 『君ひとすじに』、新東宝、1956年1月22日
- 『続君ひとすじに』、新東宝、1956年5月1日
- 『君ひとすじに 完結篇』、新東宝、1956年8月22日
- 『幌馬車は行く』、日活、1960年10月22日
- 『どぶろくの辰』、東宝、1962年4月29日

## テレビドラマ
テレビドラマデータベースを「中江良夫」で検索し、脚本を担当したものを取り上げた。
- 『檻の中の人類』NHK、1953年
- 『マルコと釘』NHK、1956年
- 『枯野』NHK、1956年
- 『三人宿』NTV、1956年
- 『ネオンの雑草』KR、1957年
- 『青春の山彦』KR、1957年-1958年（脚本は他に菜川作太郎）
- 『鴎』CBC、1958年
- 『にしん場』NHK、1958年
- 『渡る世間は鬼ばかり』NHK、1958年
- 『海の笛』CBC、1958年
- 『枯野』NET、1959年
- 『熊』CBC、1959年
- 『五十五年目の微笑』NHK、1959年（脚本は他に大倉左兎、菜川作太郎）
- 『愛の劇場』NTV、1959年（脚本は他に西島大、矢代静一、植草圭之助）
- 『奔流』ABC、1959年
- 『雲の涯』NET、1960年
- 『北海の人々』NET、1960年
- 『どぶろくの辰』KR、1960年（原作：中江良夫）
- 『健の犯罪』CBC、1960年（原作：三好十郎）
- 『六人の暗殺者』CX、1961年（原作：菊島隆三）
- 『命あるかぎり』NET、1961年
- 『陸橋』NET、1962年
- 『花と竜』NET、1963年（原作：火野葦平、脚本は他に村越一二）
- 『お先にごめん・明治一代男』NET、1964年（原作：柴田錬三郎）
- 『甲斐で見る富士』TBS、1965年（原作：山岡荘八、脚本は他に木村重雄）

## ビブリオグラフィ
国立国会図書館所蔵作品リスト。
- 日本放送協会編『放送劇名作選』（『かし家』収録）、日本放送出版協会、1942年
- 遠藤慎吾編『村の演劇』（『鍬祭り』収録）、増進堂、1943年
- 『現代戯曲選集 第4巻』（『にしん場』収録）、河出書房、1951年
- 文部省青少年演劇研究会編『脚本シリーズ 第3集』（『檻の中の人類』収録）、教育弘報社、1953年
- ラヂオ東京文芸部編『愛の記録』（『晩婚』収録）、山田書店、1954年
- 日本放送協会編『ラジオ小劇場脚本選集 第6集』（『マルコと釘』収録）、宝文館、1954年
- 日本演劇協会編『年刊ラジオドラマ 第2集 1954年版』（『雲の涯』収録）、宝文館、1954年
- 文部省青少年演劇研究会編『脚本シリーズ 第1集』（『縁談十五分前』収録）、教育弘報社、1955年 3版
- 日本演劇協会編『年刊ラジオドラマ 第3集 1955年版』（『枯野』収録）、宝文館、1955年
- 日本演劇協会編『高校演劇脚本集 第1集』（『三人宿』収録）、宝文館、1956年
- 文部省青少年演劇研究会編『脚本シリーズ 第7集』（『あべこべ物語』収録）、教育弘報社、1956年
- 飯島正・内村直也編『年刊テレビ・ドラマ代表作選集 1959』（『海の笛』収録）、清和書院、1959年
- 三一書房編集部編『現代日本戯曲大系 第1巻』（『にしん場』収録）、三一書房、1971年
- 日本演劇協会編『昭和大衆劇集』（『遊女夕霧』収録）、演劇出版社、1989年2月

## 註
1. 1 2 3 4 5 6 7  コトバンクサイト内の記事「中江良夫」の記述を参照。
2. ↑  むろらん電子図書館公式サイト内の「中江良夫」の項の記述を参照。
3. ↑  コトバンクサイト内の記事「中江 良夫」の記述を参照。
4. ↑  杉良太郎が中江に書き下ろしてもらった作品で、昭和48年に明治座で初公演されたそうである。参照：杉公演自主制作そして明治座
5. ↑  #外部リンク欄、日本映画データベースの「中江良夫」の項、リンク先の記述を参照。
6. ↑  国立国会図書館蔵書検索・申込システム「NDL-OPAC」での「中江良夫」の検索結果を参照。